# Akuol De Mabior
Akuol Garang De Mabior est une réalisatrice de cinéma, mannequin, femme d'affaires et militante des droits des femmes sud-soudanaise.

## Biographie
Akuol Garang de Mabior est, au sein d’une fratrie de six frères et sœurs,  la fille de John Garang de Mabior, ancien commandant en chef du mouvement populaire de libération du Soudan et premier vice-président du Soudan, mort dans un accident d’hélicoptère, et de Rebecca Nyandeng De Mabior,femme politique sud-soudanaise et conseillère présidentielle. Son père est mort dans un accident d'hélicoptère en 2005. Elle est d'ethnie Dinka. Née à Cuba, Akuol De Maboir grandit à Nairobi, au Kenya. Elle est étudiante en troisième cycle à l'université du Cap. Elley étudie la production de films et de médias et se spécialise dans l'écriture et les études de genre.
Akuol De Mabior travaille ensuite comme mannequin de mode et signe avec Ice Models South Africa, Why Not Model Management Milan, Elite Paris, et MD Management Hamburg. En 2011, de Mabior défile au printemps pour Max Mara et à l'automne pour Vivienne Westwood, Sass & bide, Paul Smith et Valentin Yudashkin. En 2012, elle travaille lors des défilés d'automne pour Hermès, Jasper Conran, Jean Pierre Braganza, Louise Gray et Emilio de la Moren et a défilé lors des défilés d'automne pour Damir Doma, Ingrid Vlasov, Max Mara, Peter Jensen, Aganovich, Dusan, Martin Grant, Jasper Conran, Ashley Isham, Paco Rabanne, Julien David, Issey Miyake et Maurizio Percoraro. À la Semaine de la mode de Paris en 2012, elle défile cette fois pour Vivienne Westwood et Chanel. En 2012, elle apparaît dans des articles de différents magazines de mode, comme Elle (magazine) ou Dazed, et fait la couverture d'Annabelle (en).
En 2013, elle participe aux défilés d'automne pour Costello Tagliapietra, l'Academy of Art University, DVF, Thom Browne, Mara Hoffman et Custo Dalmau et lors du défilé de printemps pour Marissa Webb.
En 2014, De Mabior se retire du mannequinat, s’installe en Afrique du Sud, où elle reprend des études de cinéma. Elle travaille ensuite sur plusieurs films indépendants. Elle réalise notamment en 2017 le court-métrage Tomato Soup, qui fait ses débuts au Festival international du film de Durban, puis le documentaire No Simple Way Home, consacrée à l’histoire de sa famille, intimement liée à l’histoire du nouvel État du Soudan du Sud et présentée à la Berlinale 2022,,,.
Elle siège au conseil d'administration d'Embrace Dignity, une organisation sud-africaine de défense des droits des femmes qui milite pour une réforme de la législation afin de mettre fin au trafic sexuel et à la demande de prostitution.